# Indigo (teleoperatör)
Indigo Tajikistan  är en tadzjikisk teleoperatör som grundades i maj 2002. Verksamheten är koncentrerad till södra Tadzjikistan. I regionen Gorno-Badakhshan har man en dominerande ställning på marknaden. Företaget ägs till 60 % av Telia Sonera.